# سیگما سافت‌ور
سیگما سافت‌ور (انگلیسی: Sigma Software) شرکت نرم‌افزار اوکراینی است، که در سال ۲۰۰۲ تأسیس شد.